# Pravoslavlevia parva
Pravoslavlevia parva és una espècie extinta de sinàpsid gorgonop de la família dels gorgonòpids que visqué en allò que avui en dia és l'Europa oriental durant el Permià superior. Se n'han trobat restes fòssils a Rússia. Era un gorgonop de mida mitjana que recorda vagament el licaenop. El crani feia 22 cm i es calcula que l'animal sencer devia fer uns 140 cm. Fou descrit pel paleontòleg rus Aleksandr Pravoslàvlev, originalment en el si del gènere Inostrancevia, però el 1953 Borís Viúixkov el transferí a un gènere a part anomenat en honor de Pravoslàvlev. El nom específic parva significa ‘petita’.